# Tipo de partição
O tipo de partição (ou ID de partição) em uma entrada de partição na tabela de partições dentro de um registro mestre de inicialização (MBR) é um valor de byte destinado a especificar o sistema de arquivos que a partição contém e/ou para sinalizar métodos de acesso especial usados para acessar essas partições (por exemplo, mapeamentos CHS especiais, acesso LBA, geometrias lógicas mapeadas, acesso a driver especial, partições ocultas, sistemas de arquivos seguros ou criptografados, etc.).

## Visão geral
As listas de tipos de partições atribuídos a serem usados na tabela de partições no MBR foram originalmente mantidas internamente pela IBM e pela Microsoft. Quando o mercado de sistemas operacionais de PC e ferramentas de disco cresceu e se libertou, outros fornecedores também precisavam atribuir tipos de partição especiais a seus produtos. Como a Microsoft não documentou todos os tipos de partição já designados por eles nem desejava manter as atribuições estrangeiras, os terceiros começaram a atribuir tipos de partição em seu próprio nome de uma maneira quase sem coordenação de tentativa e erro. Isso levou a várias atribuições duplas conflitivas, às vezes causando sérios problemas de compatibilidade entre determinados produtos.
Diversos especialistas do setor, incluindo Hale Landis, Ralf Brown, Matthias Paul e Andries E. Brouwer nos anos 90 começaram a pesquisar tipos de partições e publicaram (e depois sincronizaram) listas de tipos de partições para ajudar a documentar o padrão de facto da indústria e, assim, reduzir o risco de novos conflitos. Alguns deles também ajudaram ativamente a manter software que manipula partições para trabalhar com as listas atualizadas, indicaram conflitos, criaram métodos adicionais de detecção e soluções para fornecedores ou também coordenaram novas atribuições de tipos de partições não-conflitivas.
Embora não seja oficialmente mantido, novas atribuições devem ser coordenadas, em particular quaisquer novas atribuições de tipo de partição temporáriaa para projetos locais ou experimentais podem utilizar o tipo 7Fh para evitar conflitos com tipos já atribuídos. Este tipo foi especialmente reservado para uso individual como parte da iniciativa do Padrão de Partição de Desenvolvimento de SO Alternativo (AODPS, Alternative OS Development Partition Standard) desde 2002.
Cabe ao gerenciador de inicialização ou ao kernel de um sistema operacional interpretar o valor. Portanto, a tabela especifica quais sistemas operacionais ou produtos relacionados ao disco introduziram um ID e qual sistema de arquivos ou tipo de partição especial eles mapearam para ele. As partições com tipos de partição desconhecidos para o software devem ser tratadas como espaços de armazenamento em disco reservados, porém ocupados, que não devem ser tratados pelo software, exceto pelos gerenciadores de partição.

## Lista de IDs de partição
Esta é uma lista de conhecidos tipos de partições do registro mestre de inicialização em computadores compatíveis com o IBM PC:
| ID de partição | Ocorrência                          | Acesso     | Inicializável             | Tipo                | Origem                                        | Suportado por                                                                    | Descrição |
| -------------- | ----------------------------------- | ---------- | ------------------------- | ------------------- | --------------------------------------------- | -------------------------------------------------------------------------------- | --- |
| 00h            | MBR, EBR                            | N/a        | Não                       | Livre               | IBM                                           | Todos                                                                            | Entrada de partição vazia |
| 01h            | MBR, EBR                            | CHS, LBA   | x86, 68000, 8080/Z80      | Sistema de arquivos | IBM                                           | DOS 2.0+                                                                         | FAT12 como partição primária nos primeiros 32 MB físicos do disco ou como unidade lógica em qualquer lugar do disco (senão use 06h em vez dele) |
| 02h            | MBR                                 | CHS        | x86, 68000, Z8000, PDP-11 | Sistema de arquivos | Microsoft, SCO                                | XENIX                                                                            | XENIX root (veja 03h e FFh) |
| 03h            | MBR                                 | CHS        | Não                       | Sistema de arquivos | Microsoft, SCO                                | XENIX                                                                            | XENIX usr (veja 02h e FFh) |
| 04h            | MBR, EBR                            | CHS, LBA   | x86, 68000, 8080/Z80      | Sistema de arquivos | Microsoft                                     | DOS 3.0+                                                                         | FAT16 com menos de 65536 setores (32 MB). Como a partição primária deve residir nos primeiros 32 MB físicos do disco, ou como unidade lógica em qualquer parte do disco (em vez disso, use 06h).                                                                                          |
| 05h            | MBR, EBR                            | CHS, (LBA) | Não, AAP                  | Container           | IBM                                           | Algumas versões do DOS 3.2, DOS 3.3+                                             | Partição estendida com endereçamento CHS. Deve residir dentro dos primeiros 8 GB físicos do disco, em vez disso use 0Fh (veja 0Fh, 85h, C5h, D5h) |
| 05h            | MBR                                 | CHS        |                           | ?                   | Dimensões de Armazenamento                    | SpeedStor                                                                        | Pode ocorrer em SpeedStor MBRs |
| 06h            | MBR, EBR                            | CHS, LBA   | x86                       | Sistema de arquivos | Compaq                                        | DOS 3.31+                                                                        | FAT16B with 65536 or more sectors. It must reside within the first 8 GB of disk unless used for logical drives in an 0Fh extended partition (else use 0Eh instead). Also used for FAT12 and FAT16 volumes in primary partitions if they are not residing in first physical 32 MB of disk. |
| 07h            | MBR, EBR                            | CHS, LBA   | x86                       | File system         | Microsoft, IBM                                | OS/2 1.2+                                                                        | IFS |
| 07h            | MBR, EBR                            | CHS, LBA   | 286                       | File system         | IBM                                           | OS/2 1.2+, Windows NT                                                            | HPFS |
| 07h            | MBR, EBR                            | CHS, LBA   | 386                       | File system         | Microsoft                                     | Windows NT                                                                       | NTFS |
| 07h            | MBR, EBR                            | CHS, LBA   | Yes                       | File system         | Microsoft                                     | Windows Embedded CE                                                              | exFAT |
| 07h            |                                     |            |                           | File system         | Quantum Software Systems                      | QNX 2                                                                            | QNX "qnx" (7) (pre-1988 only) |
| 08h            | MBR                                 | CHS        | x86                       | File system         | Commodore                                     | Commodore MS-DOS 3.x                                                             | Logical sectored FAT12 or FAT16 |
| 08h            |                                     | CHS        | x86                       | File system         | IBM                                           | OS/2 1.0-1.3                                                                     | OS/2 (FAT?) |
| 08h            |                                     |            |                           | File system         | IBM                                           | AIX                                                                              | AIX boot/split |
| 08h            |                                     |            |                           | ?                   | ?                                             | ?                                                                                | SplitDrive[carece de fontes?] |
| 08h            |                                     |            |                           | File system         | Quantum Software Systems                      | QNX 1.x/2.x                                                                      | QNX "qny" (8) |
| 08h            |                                     |            |                           | Container           | Dell                                          |                                                                                  | Partition spanning multiple drives |
| 09h            |                                     |            |                           | File system         | IBM                                           | AIX                                                                              | AIX data/boot |
| 09h            |                                     |            |                           | File system         | Quantum Software Systems                      | QNX 1.x/2.x                                                                      | QNX "qnz" (9) |
| 09h            | MBR                                 | CHS        | 286                       | File system         | Mark Williams Company                         | Coherent                                                                         | Coherent file system |
| 09h            | MBR                                 |            |                           | File system         | Microware                                     | OS-9                                                                             | OS-9 RBF |
| 0Ah            |                                     |            |                           | Service             | PowerQuest, IBM                               | OS/2                                                                             | OS/2 Boot Manager |
| 0Ah            |                                     |            |                           | Swap                | Mark Williams Company                         | Coherent                                                                         | Coherent swap partition |
| 0Bh            | MBR, EBR                            | CHS, LBA   | x86                       | File system         | Microsoft                                     | DOS 7.1+                                                                         | FAT32 with CHS addressing |
| 0Ch            | MBR, EBR                            | LBA        | x86                       | File system         | Microsoft                                     | DOS 7.1+                                                                         | FAT32 with LBA |
| 0Eh            | MBR, EBR                            | LBA        | x86                       | File system         | Microsoft                                     | DOS 7.0+                                                                         | FAT16B with LBA |
| 0Fh            | MBR, EBR                            | LBA        | No, AAP                   | Container           | Microsoft                                     | DOS 7.0+                                                                         | Extended partition with LBA (see 05h and CFh) |
| 10h            |                                     |            |                           | ?                   | Unisys                                        | OPUS                                                                             | [carece de fontes?] |
| 11h            | MBR                                 | CHS        | x86                       | File system         | Leading Edge                                  | Leading Edge MS-DOS 3.x                                                          | Logical sectored FAT12 or FAT16 |
| 11h            |                                     |            |                           | Hidden FS           | IBM                                           | OS/2 Boot Manager                                                                | Hidden FAT12 (corresponds with 01h) |
| 12h            | MBR                                 | CHS, LBA   | x86                       | Service FS          | Compaq                                        |                                                                                  | Configuration partition (bootable FAT with MS-DOS); Recovery partition (bootable FAT32 with Windows setup) |
| 12h            | MBR                                 |            | x86                       | Service             | Gang of Nine                                  | EISA machines                                                                    | EISA configuration utility for the system |
| 12h            |                                     |            |                           | Hibernation         | Compaq                                        | Compaq Contura                                                                   | Hibernation partition |
| 12h            | MBR                                 |            | x86                       | Service FS          | NCR                                           |                                                                                  | Diagnostics and firmware partition (bootable FAT) |
| 12h            | MBR                                 |            | x86                       | Service FS          | Intel                                         |                                                                                  | Service partition (bootable FAT) (see 98h) |
| 12h            |                                     |            |                           | Service FS          | IBM                                           |                                                                                  | Rescue and Recovery partition |
| 14h            |                                     |            |                           | File system         | AST                                           | AST MS-DOS 3.x                                                                   | Logical sectored FAT12 or FAT16 (see AST MBR) |
| 14h            |                                     |            | x86, 68000, 8080/Z80      | Hidden FS           | IBM                                           | OS/2 Boot Manager                                                                | Hidden FAT16 (corresponds with 04h) |
| 14h            |                                     | LBA        | x86                       | File system         | Lasse Krogh Thygesen                          | Maverick OS                                                                      | Omega file system |
| 15h            |                                     |            | No, AAP                   | Hidden container    | IBM                                           | OS/2 Boot Manager                                                                | Hidden extended partition with CHS addressing (corresponds with 05h) |
| 15h            |                                     | LBA        | No                        | Swap                | Lasse Krogh Thygesen                          | Maverick OS                                                                      | Swap |
| 16h            |                                     |            | x86, 68000, 8080/Z80      | Hidden FS           | IBM                                           | OS/2 Boot Manager                                                                | Hidden FAT16B (corresponds with 06h) |
| 17h            |                                     |            |                           | Hidden FS           | IBM                                           | OS/2 Boot Manager                                                                | Hidden IFS (corresponds with 07h) |
| 17h            | Hidden HPFS (corresponds with 07h)  |            |                           | Hidden FS           | IBM                                           | OS/2 Boot Manager                                                                | |
| 17h            | Hidden NTFS (corresponds with 07h)  |            |                           | Hidden FS           | IBM                                           | OS/2 Boot Manager                                                                | |
| 17h            | Hidden exFAT (corresponds with 07h) |            |                           | Hidden FS           | IBM                                           | OS/2 Boot Manager                                                                | |
| 18h            |                                     |            | No                        | Hibernation         | AST                                           | AST Windows                                                                      | AST Zero Volt Suspend or SmartSleep partition |
| 19h            |                                     |            |                           |                     | Willow Schlanger                              | Willowtech Photon coS                                                            | Willowtech Photon coS (see 20h) |
| 1Bh            |                                     |            |                           | Hidden FS           | IBM                                           | OS/2 Boot Manager                                                                | Hidden FAT32 (corresponds with 0Bh) |
| 1Ch            |                                     |            |                           | Hidden FS           | IBM                                           | OS/2 Boot Manager                                                                | Hidden FAT32 with LBA (corresponds with 0Ch) |
| 1Ch            |                                     |            |                           | Service FS          | ASUS                                          | ASUS eRecovery                                                                   | ASUS recovery partition (Hidden FAT32 with LBA, see 0Ch) |
| 1Eh            |                                     |            |                           | Hidden FS           | IBM                                           | OS/2 Boot Manager                                                                | Hidden FAT16 with LBA (corresponds with 0Eh) |
| 1Fh            | MBR, EBR                            | LBA        |                           | Hidden container    | IBM                                           | OS/2 Boot Manager                                                                | Hidden extended partition with LBA addressing (corresponds with 0Fh) |
| 20h            |                                     |            | ?                         | File system         | Microsoft                                     | Windows Mobile                                                                   | Windows Mobile update XIP |
| 20h            |                                     |            |                           | File system         | Willow Schlanger                              |                                                                                  | Willowsoft Overture File System (OFS1) (see 19h) |
| 21h            | MBR                                 |            |                           | ?                   | Hewlett Packard                               | HP Volume Expansion                                                              | [ nb 5 ] |
| 21h            |                                     |            |                           | File system         | Dave Poirier                                  | Oxygen                                                                           | FSo2 (Oxygen File System) (see 22h) |
| 22h            |                                     |            |                           | Container           | Dave Poirier                                  | Oxygen                                                                           | Oxygen Extended Partition Table (see 21h) |
| 23h            |                                     |            | Yes                       | File system         | Microsoft                                     | Windows Mobile                                                                   | Windows Mobile boot XIP |
| 24h            | MBR                                 | CHS        | x86                       | File system         | NEC                                           | NEC MS-DOS 3.30                                                                  | Logical sectored FAT12 or FAT16 (see NEC MBR) |
| 25h            |                                     |            | ?                         | File system         | Microsoft                                     | Windows Mobile                                                                   | Windows Mobile IMGFS[carece de fontes?] |
| 26h            |                                     |            |                           |                     | Microsoft, IBM                                |                                                                                  | Reserved[carece de fontes?] |
| 27h            |                                     |            |                           | Service FS          | Microsoft                                     | Windows                                                                          | Windows Recovery Environment (RE) partition (hidden NTFS partition type 07h) |
| 27h            | MBR                                 | LBA        | Yes                       | Service FS          | Acer                                          | D2D eRecovery                                                                    | Rescue partition (Hidden NTFS labeled "PQService", corresponds to 07h) |
| 27h            |                                     |            |                           | File system         |                                               | MirOS BSD                                                                        | MirOS partition[carece de fontes?] |
| 27h            |                                     |            | ?                         | Service             |                                               | RooterBOOT                                                                       | RooterBOOT kernel partition (contains a raw ELF Linux kernel, no file system) |
| 2Ah            |                                     |            |                           | File system         | Kurt Skauen                                   | AtheOS                                                                           | AtheOS file system (AthFS, AFS) (an extension of BFS, see 2Bh and EBh) |
| 2Ah            | MBR, EBR                            | LBA        | x86                       | File system         |                                               |                                                                                  | Reserved (see CAh) |
| 2Bh            |                                     |            |                           | File system         | Kristian van der Vliet                        | SyllableOS                                                                       | SyllableSecure (SylStor), a variant of AthFS (an extension of BFS, see 2Ah and EBh) |
| 31h            |                                     |            |                           |                     | Microsoft, IBM                                |                                                                                  | Reserved |
| 32h            |                                     |            |                           | File system         | Alien Internet Services                       | NOS                                                                              | [carece de fontes?] |
| 33h            |                                     |            |                           |                     | Microsoft, IBM                                |                                                                                  | Reserved |
| 34h            |                                     |            |                           |                     | Microsoft, IBM                                |                                                                                  | Reserved |
| 35h            | MBR, EBR                            | CHS, LBA   | No                        | File system         | IBM                                           | OS/2 Warp Server / eComStation                                                   | JFS (OS/2 implementation of AIX Journaling File system) |
| 36h            |                                     |            |                           |                     | Microsoft, IBM                                |                                                                                  | Reserved |
| 38h            |                                     |            |                           | File system         | Timothy Williams                              | THEOS                                                                            | THEOS version 3.2, 2 GB partition |
| 39h            |                                     |            |                           | Container           | Bell Labs                                     | Plan 9                                                                           | Plan 9 edition 3 partition (sub-partitions described in second sector of partition) |
| 39h            |                                     |            |                           | File system         | Timothy Williams                              | THEOS                                                                            | THEOS version 4 spanned partition |
| 3Ah            |                                     |            |                           | File system         | Timothy Williams                              | THEOS                                                                            | THEOS version 4, 4 GB partition |
| 3Bh            |                                     |            |                           | Container           | Timothy Williams                              | THEOS                                                                            | THEOS version 4 extended partition |
| 3Ch            |                                     |            |                           | Service             | PowerQuest                                    | PartitionMagic                                                                   | PqRP (PartitionMagic or DriveImage in progress) |
| 3Dh            |                                     |            |                           | Hidden FS           | PowerQuest                                    | PartitionMagic                                                                   | Hidden NetWare |
| 40h            |                                     |            |                           |                     | PICK Systems                                  | PICK                                                                             | PICK R83 |
| 40h            |                                     |            |                           |                     | VenturCom                                     | Venix                                                                            | Venix 80286 |
| 41h            |                                     |            | Yes                       |                     |                                               | Personal RISC                                                                    | Personal RISC Boot |
| 41h            |                                     |            |                           |                     | Linux                                         | Linux                                                                            | Old Linux/Minix (disk shared with DR DOS 6.0) (corresponds with 81h) |
| 41h            |                                     |            | PowerPC                   |                     | PowerPC                                       | PowerPC                                                                          | PPC PReP (Power PC Reference Platform) Boot |
| 42h            |                                     |            |                           | Secured FS          | Peter Gutmann                                 | SFS                                                                              | Secure File system (SFS) |
| 42h            |                                     |            | No                        |                     | Linux                                         | Linux                                                                            | Old Linux swap (disk shared with DR DOS 6.0) (corresponds with 82h) |
| 42h            |                                     |            |                           | Container           | Microsoft                                     | Windows 2000, XP, etc.                                                           | Dynamic extended partition marker |
| 43h            |                                     |            | Yes                       | File system         | Linux                                         | Linux                                                                            | Old Linux native (disk shared with DR DOS 6.0) (corresponds with 83h) |
| 44h            |                                     |            |                           |                     | Wildfile                                      | GoBack                                                                           | Norton GoBack, WildFile GoBack, Adaptec GoBack, Roxio GoBack |
| 45h            |                                     | CHS        |                           |                     | Priam                                         |                                                                                  | Priam (see also 5Ch) |
| 45h            | MBR                                 | CHS        | Yes                       |                     |                                               | Boot-US                                                                          | Boot-US boot manager (1 cylinder) |
| 45h            |                                     |            |                           |                     | Jochen Liedtke, GMD                           | EUMEL/ELAN                                                                       | EUMEL/ELAN (L2) |
| 46h            |                                     |            |                           |                     | Jochen Liedtke, GMD                           | EUMEL/ELAN                                                                       | EUMEL/ELAN (L2) |
| 47h            |                                     |            |                           |                     | Jochen Liedtke, GMD                           | EUMEL/ELAN                                                                       | EUMEL/ELAN (L2) |
| 48h            |                                     |            |                           |                     | Jochen Liedtke, GMD                           | EUMEL/ELAN                                                                       | EUMEL/ELAN (L2), ERGOS L3 |
| 4Ah            | MBR                                 |            | Yes                       |                     | Nick Roberts                                  | AdaOS                                                                            | Aquila (see 7Fh) |
| 4Ah            | MBR, EBR                            | CHS, LBA   | No                        | File system         | Mark Aitchison                                | ALFS/THIN                                                                        | ALFS/THIN advanced lightweight file system for DOS |
| 4Ch            |                                     |            |                           |                     | ETH Zürich                                    | ETH Oberon                                                                       | Aos (A2) file system (76) |
| 4Dh            |                                     |            |                           |                     | Quantum Software Systems                      | QNX 4.x, Neutrino                                                                | Primary QNX POSIX volume on disk (77) |
| 4Eh            |                                     |            |                           |                     | Quantum Software Systems                      | QNX 4.x, Neutrino                                                                | Secondary QNX POSIX volume on disk (78) |
| 4Fh            |                                     |            |                           |                     | Quantum Software Systems                      | QNX 4.x, Neutrino                                                                | Tertiary QNX POSIX volume on disk (79) |
| 4Fh            |                                     |            | Yes                       |                     | ETH Zürich                                    | ETH Oberon                                                                       | Boot / native file system (79) |
| 50h            |                                     |            |                           |                     | ETH Zürich                                    | ETH Oberon                                                                       | Alternative native file system (80) |
| 50h            |                                     |            | No                        |                     | OnTrack                                       | Disk Manager 4                                                                   | Read-only partition (old) |
| 50h            |                                     |            |                           |                     |                                               | LynxOS                                                                           | Lynx RTOS |
| 50h            |                                     |            |                           |                     | Novell                                        |                                                                                  | |
| 51h            |                                     |            |                           |                     | Novell                                        |                                                                                  | |
| 51h            |                                     |            | No                        |                     | OnTrack                                       | Disk Manager 4-6                                                                 | Read-write partition (Aux 1) |
| 52h            | MBR                                 | CHS        |                           | File system         | Digital Research                              | CP/M-80                                                                          | CP/M-80 |
| 52h            |                                     |            |                           |                     | Microport                                     | System V/AT, V/386                                                               | |
| 53h            |                                     |            |                           |                     | OnTrack                                       | Disk Manager 6                                                                   | Auxiliary 3 (WO) |
| 54h            |                                     |            |                           |                     | OnTrack                                       | Disk Manager 6                                                                   | Dynamic Drive Overlay (DDO) |
| 55h            |                                     |            |                           |                     | MicroHouse / StorageSoft                      | EZ-Drive                                                                         | EZ-Drive, Maxtor, MaxBlast, or DriveGuide INT 13h redirector volume |
| 56h            |                                     |            |                           |                     | AT&T                                          | AT&T MS-DOS 3.x                                                                  | Logical sectored FAT12 or FAT16 |
| 56h            |                                     |            |                           |                     | MicroHouse / StorageSoft                      | EZ-Drive                                                                         | Disk Manager partition converted to EZ-BIOS |
| 56h            |                                     |            |                           |                     | Golden Bow                                    | VFeature                                                                         | VFeature partitionned volume |
| 57h            |                                     |            |                           |                     | MicroHouse / StorageSoft                      | DrivePro                                                                         | |
| 57h            |                                     |            |                           |                     | Novell                                        |                                                                                  | VNDI partition |
| 5Ch            |                                     | CHS        |                           | Container           | Priam                                         | EDISK                                                                            | Priam EDisk Partitioned Volume (see also 45h) |
| 61h            |                                     |            |                           | ?                   | Storage Dimensions                            | SpeedStor                                                                        | [carece de fontes?] |
| 63h            |                                     | CHS        |                           | File system         | AT&T                                          | SCO Unix, ISC, UnixWare, AT&T System V/386, ix, MtXinu BSD 4.3 on Mach, GNU HURD | |
| 64h            |                                     |            |                           | ?                   | Storage Dimensions                            | SpeedStor                                                                        | [carece de fontes?] |
| 64h            |                                     |            |                           | File system         | Novell                                        | NetWare                                                                          | NetWare File System 286/2 |
| 64h            |                                     |            |                           | Secured FS          | Solomon                                       |                                                                                  | PC-ARMOUR |
| 65h            |                                     |            |                           | File system         | Novell                                        | NetWare                                                                          | NetWare File System 386 |
| 66h            |                                     |            |                           | File system         | Novell                                        | NetWare                                                                          | NetWare File System 386 |
| 66h            |                                     |            |                           | ?                   | Novell                                        | NetWare                                                                          | Storage Management Services (SMS) |
| 67h            |                                     |            |                           | ?                   | Novell                                        | NetWare                                                                          | Wolf Mountain |
| 68h            |                                     |            |                           | ?                   | Novell                                        | NetWare                                                                          | |
| 69h            |                                     |            |                           | ?                   | Novell                                        | NetWare 5                                                                        | |
| 69h            |                                     |            |                           | ?                   | Novell                                        | NetWare                                                                          | Novell Storage Services (NSS) |
| 6Ch            | MBR                                 | CHS, LBA   | x86                       | Container           | DragonFly BSD                                 | BSD                                                                              | BSD slice (DragonFly BSD) |
| 70h            |                                     |            |                           | Service             |                                               | DiskSecure                                                                       | DiskSecure multiboot |
| 71h            |                                     |            |                           |                     | Microsoft, IBM                                |                                                                                  | Reserved |
| 72h            | MBR, EBR                            | CHS        | x86                       | Policy FS           |                                               | APTI conformant systems                                                          | APTI alternative FAT12 (CHS, SFN) (corresponds with 01h) |
| 72h            |                                     |            |                           | File system         | Nordier                                       | Unix V7/x86                                                                      | V7/x86 |
| 73h            |                                     |            |                           |                     | Microsoft, IBM                                |                                                                                  | Reserved |
| 74h            |                                     |            |                           |                     | Microsoft, IBM                                |                                                                                  | Reserved |
| 74h            |                                     |            |                           | ?                   | ?                                             | ?                                                                                | Scramdisk[carece de fontes?] |
| 75h            |                                     |            |                           | File system         | IBM                                           | PC/IX                                                                            | [ 3 ] |
| 76h            |                                     |            |                           |                     | Microsoft, IBM                                |                                                                                  | Reserved |
| 77h            |                                     |            |                           | File system         | Novell                                        |                                                                                  | VNDI, M2FS, M2CS |
| 78h            |                                     |            | Yes                       | File system         | Geurt Vos                                     |                                                                                  | XOSL bootloader file system |
| 79h            | MBR, EBR                            | CHS        | x86                       | Policy FS           |                                               | APTI conformant systems                                                          | APTI alternative FAT16 (CHS, SFN) (corresponds with 04h) |
| 7Ah            | MBR, EBR                            | LBA        | x86                       | Policy FS           |                                               | APTI conformant systems                                                          | APTI alternative FAT16 (LBA, SFN) (corresponds with 0Eh) |
| 7Bh            | MBR, EBR                            | CHS        | x86                       | Policy FS           |                                               | APTI conformant systems                                                          | APTI alternative FAT16B (CHS, SFN) (corresponds with 06h) |
| 7Ch            | MBR, EBR                            | LBA        | x86                       | Policy FS           |                                               | APTI conformant systems                                                          | APTI alternative FAT32 (LBA, SFN) (corresponds with 0Ch) |
| 7Dh            | MBR, EBR                            | CHS        | x86                       | Policy FS           |                                               | APTI conformant systems                                                          | APTI alternative FAT32 (CHS, SFN) (corresponds with 0Bh) |
| 7Eh            | MBR, EBR                            |            | No                        | Cache               | Romex Software                                | PrimoCache                                                                       | Level 2 cache |
| 7Fh            | MBR, EBR                            |            |                           |                     | Alternative OS Development Partition Standard |                                                                                  | Reserved for individual or local use and temporary or experimental projects |
| 80h            |                                     |            |                           | File system         | Andrew Tanenbaum                              | Minix 1.1-1.4a                                                                   | MINIX file system (old) |
| 81h            |                                     |            |                           | File system         | Andrew Tanenbaum                              | Minix 1.4b+                                                                      | MINIX file system (corresponds with 41h) |
| 81h            |                                     |            |                           | ?                   | ?                                             | ?                                                                                | Mitac Advanced Disk Manager[carece de fontes?] |
| 82h            |                                     |            | No                        | Swap                | GNU/Linux                                     | Linux                                                                            | Linux swap space (corresponds with 42h) |
| 82h            |                                     |            | x86                       | Container           | Sun Microsystems                              |                                                                                  | Solaris x86 (for Sun disklabels up to 2005) (see BFh) |
| 82h            |                                     |            |                           | ?                   | Prime Computer                                | PRIMOS                                                                           | [carece de fontes?] |
| 83h            |                                     |            | Yes                       | File system         | GNU/Linux                                     | Linux                                                                            | Any native Linux file system (see 93h, corresponds with 43h) |
| 84h            |                                     |            | No                        | Hibernation         | Microsoft                                     | ?                                                                                | APM hibernation (suspend to disk, S2D) |
| 84h            |                                     |            |                           | Hidden FS           | IBM                                           | OS/2                                                                             | Hidden C: (FAT16)(corresponds to either 04h or 06h) |
| 84h            |                                     |            |                           | Hibernation         | Intel                                         | Rapid Start technology                                                           | Rapid Start hibernation data (possibly iFFS; possibly used for Intel SRT SSD cache as well) |
| 85h            |                                     |            | No, AAP                   | Container           | GNU/Linux                                     | Linux                                                                            | Linux extended (corresponds with 05h) |
| 86h            |                                     |            |                           | File system         | Microsoft                                     | Windows NT 4 Server                                                              | Fault-tolerant FAT16B mirrored volume set (see B6h and C6h, corresponds with 06h) |
| 86h            |                                     |            |                           | Service             | GNU/Linux                                     | Linux                                                                            | Linux RAID superblock with auto-detect (old) (see FDh)[carece de fontes?] |
| 87h            |                                     |            |                           | File system         | Microsoft                                     | Windows NT 4 Server                                                              | Fault-tolerant HPFS/NTFS mirrored volume set (see B7h and C7h, corresponds with 07h) |
| 88h            |                                     |            |                           | Service             | GNU/Linux                                     |                                                                                  | Linux plaintext partition table |
| 8Ah            |                                     |            |                           | Service             | Martin Kiewitz                                | AiR-BOOT                                                                         | Linux kernel image[carece de fontes?] |
| 8Bh            |                                     |            |                           | File system         | Microsoft                                     | Windows NT 4 Server                                                              | Legacy fault-tolerant FAT32 mirrored volume set (see BBh and CBh, corresponds with 0Bh) |
| 8Ch            |                                     |            |                           | File system         | Microsoft                                     | Windows NT 4 Server                                                              | Legacy fault-tolerant FAT32 mirrored volume set (see BCh and CCh, corresponds with 0Ch) |
| 8Dh            | MBR, EBR                            | CHS, LBA   | x86, 68000, 8080/Z80      | Hidden FS           | FreeDOS                                       | Free FDISK                                                                       | Hidden FAT12 (corresponds with 01h) |
| 8Eh            |                                     |            |                           | Container           | GNU/Linux                                     | Linux                                                                            | Linux LVM since 1999 (see FEh)[carece de fontes?] |
| 90h            | MBR, EBR                            | CHS, LBA   | x86, 68000, 8080/Z80      | Hidden FS           | FreeDOS                                       | Free FDISK                                                                       | Hidden FAT16 (corresponds with 04h) |
| 91h            | MBR, EBR                            | CHS, LBA   | No, AAP                   | Hidden container    | FreeDOS                                       | Free FDISK                                                                       | Hidden extended partition with CHS addressing (corresponds with 05h) |
| 92h            | MBR, EBR                            | CHS, LBA   | x86                       | Hidden FS           | FreeDOS                                       | Free FDISK                                                                       | Hidden FAT16B (corresponds with 06h) |
| 93h            |                                     |            |                           | File system         | Andrew S. Tanenbaum                           | Amoeba                                                                           | Amoeba native file system |
| 93h            |                                     |            |                           | Hidden FS           |                                               | Linux                                                                            | Hidden Linux file system (see 83h) |
| 94h            |                                     |            |                           | Service             | Andrew S. Tanenbaum                           | Amoeba                                                                           | Amoeba bad block table |
| 95h            |                                     |            |                           | File system         | MIT                                           | EXOPC                                                                            | EXOPC native |
| 96h            |                                     |            |                           | File system         | ?                                             | CHRP                                                                             | ISO-9660 file system[carece de fontes?] |
| 97h            | MBR, EBR                            | CHS, LBA   | x86                       | Hidden FS           | FreeDOS                                       | Free FDISK                                                                       | Hidden FAT32 (corresponds with 0Bh) |
| 98h            | MBR, EBR                            | LBA        | x86                       | Hidden FS           | FreeDOS                                       | Free FDISK                                                                       | Hidden FAT32 (corresponds with 0Ch) |
| 98h            | MBR                                 | CHS, LBA   | x86                       | Service FS          | Datalight                                     | ROM-DOS                                                                          | Service partition (bootable FAT) ROM-DOS SuperBoot (see 12h) |
| 98h            | MBR                                 | CHS, LBA   | x86                       | Service FS          | Intel                                         | ?                                                                                | Service partition (bootable FAT) (see 12h) |
| 99h            |                                     |            |                           | File system         | ?                                             | ?                                                                                | Early Unix[carece de fontes?] |
| 9Ah            | MBR, EBR                            | LBA        | x86                       | Hidden FS           | FreeDOS                                       | Free FDISK                                                                       | Hidden FAT16 (corresponds with 0Eh) |
| 9Bh            | MBR, EBR                            | LBA        | No, AAP                   | Hidden container    | FreeDOS                                       | Free FDISK                                                                       | Hidden extended partition with LBA (corresponds with 0Fh) |
| 9Eh            |                                     |            |                           | File system         | Andy Valencia                                 | VSTa                                                                             | [carece de fontes?] |
| 9Eh            |                                     |            |                           | File system         | Andy Valencia                                 | ForthOS                                                                          | ForthOS (eForth port) |
| 9Fh            |                                     |            |                           | ?                   | ?                                             | BSD/OS 3.0+, BSDI                                                                | (see B7h and B8h) |
| A0h            | MBR                                 |            |                           | Service FS          | Hewlett Packard                               | ?                                                                                | Diagnostic partition for HP laptops |
| A0h            |                                     |            |                           | Hibernation         | Phoenix, IBM, Toshiba, Sony                   | ?                                                                                | Hibernate partition |
| A1h            |                                     |            |                           | ?                   | Hewlett Packard                               | HP Volume Expansion                                                              | [ nb 5 ] |
| A1h            |                                     |            |                           | Hibernation         | Phoenix, NEC                                  | ?                                                                                | Hibernate partition |
| A2h            | MBR                                 | CHS, LBA   | ARM                       | Image               | Altera                                        | Cyclone V                                                                        | Hard Processor System (HPS) ARM preloader |
| A3h            |                                     |            |                           | ?                   | Hewlett Packard                               | HP Volume Expansion                                                              | [ nb 5 ] |
| A4h            |                                     |            |                           | ?                   | Hewlett Packard                               | HP Volume Expansion                                                              | [ nb 5 ] |
| A5h            | MBR                                 |            |                           | Container           | FreeBSD                                       | BSD                                                                              | BSD slice (BSD/386, 386BSD, NetBSD (before 1998-02-19), FreeBSD) |
| A6h            |                                     |            |                           | ?                   | Hewlett Packard                               | HP Volume Expansion                                                              | [ nb 5 ] |
| A6h            | MBR                                 |            |                           | Container           | OpenBSD                                       | OpenBSD                                                                          | OpenBSD slice |
| A7h            |                                     |            | 386                       | File system         | NeXT                                          | NeXTSTEP                                                                         | [carece de fontes?] |
| A8h            |                                     |            |                           | File system         | Apple                                         | Darwin, Mac OS X                                                                 | Apple Darwin, Mac OS X UFS |
| A9h            | MBR                                 |            |                           | Container           | NetBSD                                        | NetBSD                                                                           | NetBSD slice |
| AAh            | MBR                                 | CHS        | ?                         | File system         | Olivetti                                      | MS-DOS                                                                           | Olivetti MS-DOS FAT12 (1.44 MB) (corresponds with 06h) |
| ABh            |                                     |            | Yes                       | Service             | Apple                                         | Darwin, Mac OS X                                                                 | Apple Darwin, Mac OS X boot |
| ABh            |                                     |            |                           | File system         | Stanislav Karchebny                           | GO! OS                                                                           | GO! |
| ADh            |                                     |            |                           | File system         | Ben Avison, Acorn                             | RISC OS                                                                          | ADFS / FileCore format |
| AEh            |                                     |            | x86                       | File system         | Frank Barrus                                  | ShagOS                                                                           | ShagOS file system |
| AFh            |                                     |            | ?                         | File system         | Apple                                         | Mac OS X                                                                         | HFS and HFS+ |
| AFh            |                                     |            | No                        | Swap                | Frank Barrus                                  | ShagOS                                                                           | ShagOS swap |
| B0h            | MBR                                 | CHS, LBA   | x86                       | Blocker             | Star-Tools                                    | Boot-Star                                                                        | Boot-Star dummy partition |
| B1h            |                                     |            |                           | ?                   | Hewlett Packard                               | HP Volume Expansion                                                              | [ nb 5 ] |
| B1h            |                                     |            |                           | File system         | QNX Software Systems                          | QNX 6.x                                                                          | QNX Neutrino power-safe file system |
| B2h            |                                     |            |                           | File system         | QNX Software Systems                          | QNX 6.x                                                                          | QNX Neutrino power-safe file system |
| B3h            |                                     |            |                           | ?                   | Hewlett Packard                               | HP Volume Expansion                                                              | [ nb 5 ] |
| B3h            |                                     |            |                           | File system         | QNX Software Systems                          | QNX 6.x                                                                          | QNX Neutrino power-safe file system |
| B4h            |                                     |            |                           | ?                   | Hewlett Packard                               | HP Volume Expansion                                                              | [ nb 5 ] |
| B6h            |                                     |            |                           | ?                   | Hewlett Packard                               | HP Volume Expansion                                                              | [ nb 5 ] |
| B6h            | EBR                                 |            |                           | File system         | Microsoft                                     | Windows NT 4 Server                                                              | Corrupted fault-tolerant FAT16B mirrored master volume (see C6h and 86h, corresponds with 06h) |
| B7h            |                                     |            |                           | File system         |                                               | BSDI (before 3.0)                                                                | BSDI native file system / swap (see B8h and 9Fh) |
| B7h            | EBR                                 |            |                           | File system         | Microsoft                                     | Windows NT 4 Server                                                              | Corrupted fault-tolerant HPFS/NTFS mirrored master volume (see C7h and 87h, corresponds with 07h) |
| B8h            |                                     |            |                           | File system         |                                               | BSDI (before 3.0)                                                                | BSDI swap / native file system (see B7h and 9Fh) |
| BBh            |                                     |            |                           | Hidden FS           | PhysTechSoft, Acronis, SWsoft                 | BootWizard, OS Selector                                                          | PTS BootWizard 4 / OS Selector 5 for hidden partitions other than 01h, 04h, 06h, 07h, 0Bh, 0Ch, 0Eh and unformatted partitions |
| BBh            | MBR                                 |            |                           | Service FS          | Acronis                                       | Acronis True Image                                                               | OEM Secure Zone (corresponds to BCh) |
| BBh            | EBR                                 |            |                           | File system         | Microsoft                                     | Windows NT 4 Server                                                              | Corrupted fault-tolerant FAT32 mirrored master volume (see CBh and 8Bh, corresponds with 0Bh) |
| BCh            | EBR                                 |            |                           | File system         | Microsoft                                     | Windows NT 4 Server                                                              | Corrupted fault-tolerant FAT32 mirrored master volume (see CCh and 8Ch, corresponds with 0Ch) |
| BCh            | MBR                                 | LBA        |                           | Service FS          | Acronis                                       | Acronis True Image                                                               | Acronis Secure Zone |
| BCh            | MBR, EBR                            |            |                           | Service FS          | Paragon Software Group                        | Backup Capsule                                                                   | Backup Capsule[carece de fontes?] |
| BDh            |                                     |            |                           | File system         | ?                                             | BonnyDOS/286                                                                     | [carece de fontes?] |
| BEh            |                                     |            | Yes                       | File system         | Sun Microsystems                              | Solaris 8                                                                        | Solaris 8 boot |
| BFh            |                                     |            | x86                       | Container           | Sun Microsystems                              | Solaris                                                                          | Solaris x86 (for Sun disklabels, since 2005) (see 82h) |
| C0h            | MBR                                 | CHS, LBA   | x86                       | Secured container   | Novell, IMS                                   | DR-DOS, Multiuser DOS, REAL/32                                                   | Secured FAT partition (smaller than 32 MB) |
| C1h            | MBR, EBR                            | CHS, LBA   | x86                       | Secured FS          | Digital Research                              | DR DOS 6.0+                                                                      | Secured FAT12 (corresponds with 01h) |
| C2h            |                                     |            | Yes                       | Hidden FS           | BlueSky Innovations                           | Power Boot                                                                       | Hidden Linux native file system |
| C3h            |                                     |            | No                        | Hidden swap         | BlueSky Innovations                           | Power Boot                                                                       | Hidden Linux swap |
| C4h            | MBR, EBR                            | CHS, LBA   | x86                       | Secured FS          | Digital Research                              | DR DOS 6.0+                                                                      | Secured FAT16 (corresponds with 04h) |
| C5h            | MBR, EBR                            | CHS, LBA   | No, AAP                   | Secured container   | Digital Research                              | DR DOS 6.0+                                                                      | Secured extended partition with CHS addressing (corresponds with 05h) |
| C6h            | MBR, EBR                            | CHS, LBA   | x86                       | Secured FS          | Digital Research                              | DR DOS 6.0+                                                                      | Secured FAT16B (corresponds with 06h) |
| C6h            | EBR                                 |            |                           | File system         | Microsoft                                     | Windows NT 4 Server                                                              | Corrupted fault-tolerant FAT16B mirrored slave volume (see B6h and 86h, corresponds with 06h) |
| C7h            | MBR                                 |            | Yes                       | File system         |                                               | Syrinx                                                                           | Syrinx boot |
| C7h            | EBR                                 |            |                           | File system         | Microsoft                                     | Windows NT 4 Server                                                              | Corrupted fault-tolerant HPFS/NTFS mirrored slave volume (see B7h and 87h, corresponds with 07h) |
| C8h            |                                     |            |                           |                     | ?                                             |                                                                                  | Reserved for DR-DOS since 1997[carece de fontes?] |
| C9h            |                                     |            |                           |                     | ?                                             |                                                                                  | Reserved for DR-DOS since 1997[carece de fontes?] |
| CAh            |                                     |            |                           |                     | ?                                             |                                                                                  | Reserved for DR-DOS since 1997[carece de fontes?] |
| CBh            | MBR, EBR                            | CHS, LBA   | x86                       | Secured FS          | Caldera                                       | DR-DOS 7.0x                                                                      | Secured FAT32 (corresponds with 0Bh) |
| CBh            | EBR                                 |            |                           | File system         | Microsoft                                     | Windows NT 4 Server                                                              | Corrupted fault-tolerant FAT32 mirrored slave volume (see BBh and 8Bh, corresponds with 0Bh) |
| CCh            | MBR, EBR                            | LBA        | x86                       | Secured FS          | Caldera                                       | DR-DOS 7.0x                                                                      | Secured FAT32 (corresponds with 0Ch) |
| CCh            | EBR                                 |            |                           | File system         | Microsoft                                     | Windows NT 4 Server                                                              | Corrupted fault-tolerant FAT32 mirrored slave volume (see BCh and 8Ch, corresponds with 0Ch) |
| CDh            |                                     |            | No                        | Service             | Convergent Technologies, Unisys               | CTOS                                                                             | Memory dump (see DDh and DBh) |
| CEh            | MBR, EBR                            | LBA        | x86                       | Secured FS          | Caldera                                       | DR-DOS 7.0x                                                                      | Secured FAT16B (corresponds with 0Eh) |
| CFh            | MBR, EBR                            | LBA        | No, AAP                   | Secured container   | Caldera                                       | DR-DOS 7.0x                                                                      | Secured extended partition with LBA (corresponds with 0Fh) |
| D0h            | MBR                                 | CHS, LBA   | 386                       | Secured container   | Novell, IMS                                   | Multiuser DOS, REAL/32                                                           | Secured FAT partition (larger than 32 MB) |
| D1h            | MBR, EBR                            | CHS        | 386                       | Secured FS          | Novell                                        | Multiuser DOS                                                                    | Secured FAT12 (corresponds with 01h) |
| D4h            | MBR, EBR                            | CHS        | 386                       | Secured FS          | Novell                                        | Multiuser DOS                                                                    | Secured FAT16 (corresponds with 04h) |
| D5h            | MBR, EBR                            | CHS        | No                        | Secured container   | Novell                                        | Multiuser DOS                                                                    | Secured extended partition with CHS addressing (corresponds with 05h) |
| D6h            | MBR, EBR                            | CHS        | 386                       | Secured FS          | Novell                                        | Multiuser DOS                                                                    | Secured FAT16B (corresponds with 06h) |
| D8h            | MBR                                 | CHS        |                           | File system         | Digital Research                              | CP/M-86                                                                          | CP/M-86 (see DBh)[carece de fontes?] |
| DAh            |                                     |            | No                        | Service             | John Hardin                                   |                                                                                  | Non-file system data |
| DAh            |                                     |            |                           | Secured FS          | DataPower                                     | Powercopy Backup                                                                 | Shielded disk |
| DBh            | MBR                                 | CHS        | x86                       | File system         | Digital Research                              | CP/M-86, Concurrent CP/M-86, Concurrent DOS                                      | (see D8h) |
| DBh            |                                     |            |                           | ?                   | Convergent Technologies, Unisys               | CTOS                                                                             | ? (see CDh and DDh)[carece de fontes?] |
| DBh            |                                     |            | x86                       | Service             | KDG Telemetry                                 | D800                                                                             | boot image for x86 supervisor CPU (SCPU) module |
| DBh            | MBR                                 | CHS, LBA   | x86                       | Service FS          | Dell                                          | DRMK                                                                             | FAT32 system restore partition (DSR) (see DEh) |
| DDh            |                                     |            | No                        | Service             | Convergent Technologies, Unisys               | CTOS                                                                             | Hidden memory dump (see CDh and DBh) |
| DEh            | MBR                                 | CHS, LBA   | x86                       | Hidden FS           | Dell                                          |                                                                                  | FAT16 utility/diagnostic partition |
| DFh            |                                     |            |                           | ?                   | Data General                                  | DG/UX                                                                            | DG/UX virtual disk manager[carece de fontes?] |
| DFh            | MBR                                 |            |                           | Blocker             | TeraByte Unlimited                            | BootIt                                                                           | EMBRM[carece de fontes?] |
| DFh            |                                     |            |                           | ?                   | ?                                             | Aviion                                                                           | [carece de fontes?] |
| E0h            |                                     |            |                           | File system         | STMicroelectronics                            |                                                                                  | ST AVFS |
| E1h            |                                     |            |                           | File system         | Storage Dimensions                            | SpeedStor                                                                        | Extended FAT12 (> 1023 cylinder) |
| E2h            |                                     |            |                           | File system         | Storage Dimensions                            | SpeedStor                                                                        | DOS read-only (XFDISK) (see E3h) |
| E3h            |                                     |            |                           | File system         | Storage Dimensions                            | SpeedStor                                                                        | DOS read-only (see E2h) |
| E4h            |                                     |            |                           | File system         | Storage Dimensions                            | SpeedStor                                                                        | Extended FAT16 (< 1024 cylinder) |
| E5h            | MBR                                 | CHS        | x86                       | File system         | Tandy                                         | Tandy MS-DOS                                                                     | Logical sectored FAT12 or FAT16 |
| E6h            |                                     |            |                           | ?                   | Storage Dimensions                            | SpeedStor                                                                        | [carece de fontes?] |
| E8h            |                                     |            |                           | ?                   | Linux                                         | LUKS                                                                             | Linux Unified Key Setup[carece de fontes?] |
| EBh            |                                     |            | 386                       | File system         | Be Inc.                                       | BeOS, Haiku                                                                      | BFS (see 2Ah and 2Bh) |
| ECh            |                                     |            |                           | File system         | Robert Szeleney                               | SkyOS                                                                            | SkyFS |
| EDh            | MBR, EBR                            | CHS, LBA   | x86                       | Service             | Matthias Paul                                 | Sprytix                                                                          | EDC loader |
| EDh            | MBR                                 | CHS, LBA   | x86                       |                     | Hewlett Packard                               | EFI                                                                              | Was proposed for GPT hybrid MBR |
| EEh            | MBR                                 |            | No                        | Blocker             | Microsoft                                     | EFI                                                                              | GPT protective MBR (see EFh) |
| EFh            | MBR                                 |            |                           | Service FS          | Intel                                         | EFI                                                                              | EFI system partition. Can be a FAT12, FAT16, FAT32 (or other) file system (see EEh) |
| F0h            |                                     | CHS        |                           | Service             |                                               | Linux                                                                            | PA-RISC Linux boot loader; must reside in first physical 2 GB |
| F1h            |                                     |            |                           | ?                   | Storage Dimensions                            | SpeedStor                                                                        | [carece de fontes?] |
| F2h            | MBR                                 | CHS        | x86                       | File system         | Sperry IT, Unisys, Digital Research           | Sperry IT MS-DOS 3.x, Unisys MS-DOS 3.3, Digital Research DOS Plus 2.1           | Logical sectored FAT12 or FAT16 secondary partition |
| F3h            |                                     |            |                           | ?                   | Storage Dimensions                            | SpeedStor                                                                        | [carece de fontes?] |
| F4h            |                                     |            |                           | File system         | Storage Dimensions                            | SpeedStor                                                                        | "large" DOS partition |
| F4h            |                                     |            |                           | File system         | ?                                             | Prologue                                                                         | Single volume partition for NGF or TwinFS |
| F5h            |                                     |            |                           | Container           | ?                                             | Prologue                                                                         | MD0-MD9 multi volume partition for NGF or TwinFS |
| F6h            |                                     |            |                           | ?                   | Storage Dimensions                            | SpeedStor                                                                        | [carece de fontes?] |
| F7h            |                                     |            |                           | File system         | Natalia Portillo                              | O.S.G.                                                                           | EFAT |
| F7h            |                                     |            |                           | File system         | DDRdrive                                      | X1                                                                               | Solid State file system |
| F9h            |                                     |            |                           | Cache               | ALC Press                                     | Linux                                                                            | pCache ext2/ext3 persistent cache |
| FAh            |                                     |            |                           | ?                   | MandrakeSoft                                  | Bochs                                                                            | ?[carece de fontes?] |
| FBh            |                                     |            |                           | File system         | VMware                                        | VMware                                                                           | VMware VMFS file system partition |
| FCh            |                                     |            | No                        | Swap                | VMware                                        | VMware                                                                           | VMware swap / VMKCORE kernel dump partition |
| FDh            |                                     |            |                           | Service             | GNU/Linux                                     | Linux                                                                            | Linux RAID superblock with auto-detect (see 86h) |
| FDh            | MBR, EBR                            | CHS, LBA   | x86                       |                     | FreeDOS                                       | FreeDOS                                                                          | Reserved for FreeDOS since 1997[carece de fontes?] |
| FEh            |                                     |            |                           | ?                   | Storage Dimensions                            | SpeedStor                                                                        | partition > 1024 cylinder[carece de fontes?] |
| FEh            |                                     |            |                           | ?                   | Intel                                         | LANstep                                                                          | [carece de fontes?] |
| FEh            |                                     |            |                           | Service             | IBM                                           | PS/2                                                                             | PS/2 IML partition |
| FEh            | MBR                                 | CHS, LBA   | x86                       | Service FS          | IBM                                           | PS/2                                                                             | PS/2 recovery partition (FAT12 reference disk floppy image), (corresponds with 01h if activated, all other partitions +10h then) |
| FEh            |                                     |            |                           | Service             | Microsoft                                     | Windows NT                                                                       | Disk Administration hidden partition[carece de fontes?] |
| FEh            |                                     |            |                           | Service             | GNU/Linux                                     | Linux                                                                            | Old Linux LVM (see 8Eh) |
| FFh            | MBR                                 | CHS        | No                        | Service             | Microsoft                                     | XENIX                                                                            | XENIX bad block table (see 02h and 03h) |